# 파이어 페스티벌

파이어 페스티벌(Fyre Festival)은 사기꾼 빌리 맥파랜드(Billy McFarland)와 래퍼 자 룰이 설립한 사기성 럭셔리 음악 축제였다. 이는 음악 텔런트 예약을 위한 기업의 파이어(Fyre) 앱을 홍보할 목적으로 만들어졌다. 이 축제는 2017년 4월 28~30일과 5월 5~7일에 바하마의 엑수마섬에서 열릴 예정이었다.
이 이벤트는 켄들 제너, 벨라 하디드, 헤일리 볼드윈, 에밀리 라타이코프스키를 포함한 소셜 미디어 인플루언서들에 의해 인스타그램에서 홍보되었으며, 이들 중 다수는 처음에는 그렇게 하기 위해 돈을 받았다는 사실을 공개하지 않았다. 파이어 페스티벌의 개막 주말 동안 행사는 보안, 음식, 숙박, 의료 서비스, 예술가 관계와 관련된 문제를 겪었고 이로 인해 축제가 무기한 연기되고 결국 취소되었다. 축제 참석자들은 수백 달러를 지불한 맛있는 식사와 고급 빌라 대신 포장된 샌드위치를 받고 가구가 잘 비치되지 않은 텐트에 묵었다.
2018년 3월, 맥파랜드는 투자자와 티켓 소지자를 속인 한 건의 전신 사기에 대해 유죄를 인정했으며, 두 번째 건의 티켓 공급업체를 속인 경우(보석 기간 동안) 유죄를 인정했다. 2018년 10월, 맥파랜드는 6년의 징역형과 2,600만 달러의 몰수형을 선고 받았다. 티켓 구매자를 속인 혐의로 주최측을 상대로 최소 8건의 소송이 시작되었으며, 여러 건은 집단 소송 상태를 요구했고, 한 건은 1억 달러 이상의 손해 배상을 요구했다. 2019년에는 페스티벌 이벤트에 대한 두 편의 다큐멘터리가 공개되었다. 훌루의 "Fyre Fraud"와 넷플릭스의 FYRE: 꿈의 축제에서 악몽의 사기극으로이다. 2019년 CNBC 시리즈 아메리칸 그리드(American Greed) 에피소드와 2021년 ABC 시리즈 더 콘(The Con) 에피소드에도 등장했다.
2023년 4월 9일 빌리 맥파랜드는 파이어 페스티벌 II(Fyre Festival II)가 열릴 것이라고 트윗했다.

## 같이 보기
- 아스트로월드 페스티벌 압사 참사